# Wellington Zaza
Wellington Zaza (20 gennaio 1995) è un ostacolista liberiano.

## Palmarès
| Anno | Manifestazione      | Sede         | Evento      | Risultato  | Prestazione | Note |
| ---- | ------------------- | ------------ | ----------- | ---------- | ----------- | ---- |
| 2014 | Mondiali juniores   | Eugene       | 110 m hs    | 4º         | 13"38       |      |
| 2014 | Mondiali juniores   | Eugene       | 400 m hs    | Batteria   | 55"38       |      |
| 2015 | Mondiali            | Pechino      | 110 m hs    | Batteria   | 14"56       |      |
| 2018 | Campionati africani | Asaba        | 110 m hs    | Bronzo     | 13"88       |      |
| 2019 | Giochi panafricani  | Rabat        | 110 m hs    | 4º         | 14"10       |      |
| 2022 | Mondiali indoor     | Belgrado     | 60 m hs     | Batteria   | 7"80        |      |
| 2022 | Campionati africani | Saint-Pierre | 200 m piani | Semifinale | 21"09       |      |
| 2022 | Campionati africani | Saint-Pierre | 110 m hs    | 4º         | 13"69       |      |
| 2022 | Mondiali            | Eugene       | 110 m hs    | Batteria   | 13"81       |      |